# RSN
Uma RSN é definida como uma Rede de computadores wireless segura que aceita somente RSNA – Robust Security Network Associations.
Uma RSNA é uma conexão lógica entre comunicações IEEE 802.11 estabelecidas através da IEEE 802.11i, chaves de gerenciamento chamadas de 4-way handshake, que é um protocolo que valida ambas as entradas com a PMK (Chave Mestre de Combinação Dupla), sincronizando a instalação de chaves temporais, confirmando a seleção e configuração de dados confidenciais e protocolos de integridade.

## Substituição do WEP
O 802.11i substitui a especificação de segurança anterior, Wired Equivalent Privacy (WEP), que mostrou ter vulnerabilidades de segurança. Wi-Fi Protected Access (WPA) já havia sido introduzido pela Wi-Fi Alliance como uma solução intermediária para inseguranças WEP. WPA implementou um subconjunto de um rascunho de 802.11i. A Alliance Wi-Fi refere-se à sua implementação aprovada e interoperável do 802.11i completo como  'WPA2' , também chamado de  'RSN'  (Robust Security Network). O 802.11i faz uso do Advanced Encryption Standard (AES) criptografia de bloco, enquanto WEP e WPA usam  RC4 cifra de fluxo.